# Krazy Kat
Krazy Kat är en amerikansk tecknad serie som gjordes av George Herriman mellan 1913 och 1944. Seriens tre huvudfigurer debuterade dock redan den 26 juli 1910, i Herrimans tidigare serie The Dingbat Family.
Krazy Kat är en säregen serie baserad på interaktionen mellan tre antropomorfa djur i ett ofta öde, surrealistiskt präglat landskap – katten Krazy, musen Ignatz och hunden Offissa Pupp. De bildar en omöjlig kärlekstriangel där hund älskar katt älskar mus hatar katt, och där bristen på förståelse mellan de tre figurerna är en av seriens drivkrafter. Krazy Kat präglas av både visuella experiment, udda humor och en poetisk ton. Den har på senare år uppmärksammats som en av den tidiga amerikanska seriehistoriens mest egensinniga klassiker. Av sin samtid beundrades den av bland andra Pablo Picasso, e.e. cummings och William Randolph Hearst. Efter sin tid har den påverkat serieskapare som Charles M. Schulz och Bill Watterson.

## Beskrivning
Serien är mycket egensinnig med såväl dadaistiska som surrealistiska inslag. Den utspelar sig i öde miljöer inspirerade av verklighetens Arizona. Bakgrunder, figurer, färger och miljöer kan ändra sig hur som helst mellan rutorna, i en kan det vara en stilla natt i en liten båt, i nästa en stormig dag i en stenöken utan att det är något märkligt med det. 

### Huvudfigurer
- Krazy Kat, en drömmande känslosam katt som är huvudlöst förälskad i …
- musen Ignatz. Musen avvisar Krazy genom att kasta tegelstenar i huvudet på denne (vilket Krazy ser som kärleksförklaringar).
- Hunden poliskonstapel Bull Pupp (engelska: Offisa Bull Pupp) är i sin tur förälskad i Krazy, men dess blygsel och tråkighet förhindrar den från att visa sin kärlek. Så det enda denne gör är att försöka förhindra Ignatz tegelstenskastande och ständigt bura in musen. Alla tre figurerna missförstår konstant (mer eller mindre medvetet) de andras handlingar.

En intressant detalj är att man egentligen aldrig får veta vilket kön någon av seriefigurerna har. De uppträder antingen med både typiskt kvinnliga och manliga attribut, eller ett av dem. Exempelvis pratar Bull Pupp mer likt en man.

## Bifigurer
Förutom de tre centralgestalterna ovan befolkas serien av ett antal mer sällan återkommande seriefigurer:
- Joe Stork: han levererar barn till folk i både "slott och koja" (engelska: "purveyor of progeny to prince & proletarian"[2]) I en episod försöker Ignatz lura honom att släppa en tegelsten på Ignatz ovanifrån.
- Kolin Kelly: hund; en tegelstensmakare som producerar sina varor i en brännugn. Härifrån hämtar Ignatz ofta sina projektiler, även om Kolin Kelly fattat sina misstankar angående musen.
- Mrs. Kwakk Wakk: en anka med en pillerburk på huvudet. Hon är grälsjuk och beskäftig och lägger ofta märke till Ignatz och dennes intriger, varefter hon informerar Offissa Pupp om saken. Hon är en streber och försöker i historiecykel ersätta Pupp som polischef.

Mer sällan dyker de här figurerna upp i handlingen:
- Walter Cephus Austrige: en obestämbar struts
- Bum Bil Bee: en skäggig insekt, tillfällig besökare
- Don Kiyote: en obetydlig men irrlärig mexikansk prärievarg
- Mock Duck: ett klärvojant höns av kinesisk härstamning, driver en tvättinrättning
- Gooseberry Sprig: figuren "the Duck Duke", en kort tid hade sin egen serie före serien Krazy Kats tillblivelse
- Även: Krazys Aunt Tabby och Uncle Tom; samt hans flygande respektive vattenlevande kusiner Krazy Katbird och Krazy Katfish.
- Ignatz har också släktingar; hans familj av möss med identiskt utseende inkluderar hans fru Magnolia och en trio av lika oregerliga söner med namnen  Milton, Marshall och Irving

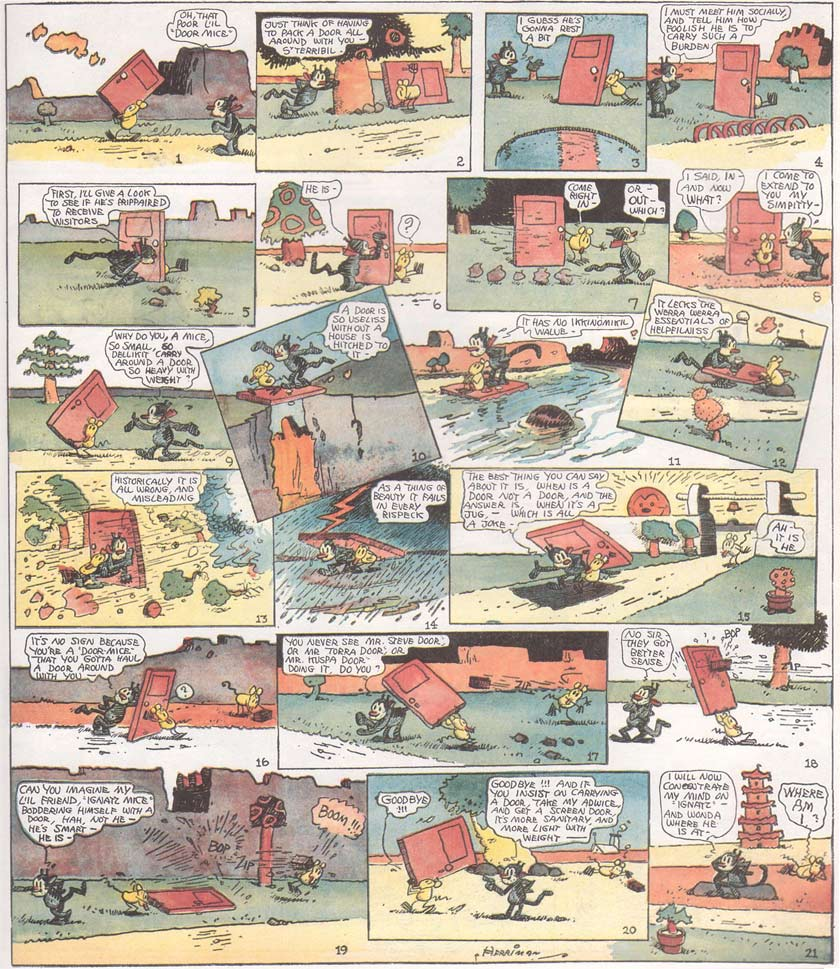
Notera de föränderliga bakgrunderna i den här söndagssidan från 21 januari 1922. I serien försöker Krazy ta reda på varför Door Mouse bär omkring på en dörr.

## Stil och miljöer
Språket i serien är märkligt och svåröversatt. Krazy Kat pratar i original en blandning av jiddisch, kreolspråk och slang. Bull Pupp använder å sin sida ett byråkratiskt och stelt språk, men den utbrister då och då poetiska verser och allitterationer. Genomgående använder figurerna svåra ord och komplicerade meningsbyggnader, oftast på felaktiga sätt.
Serien är i grund och botten en evig historia om en kärlekens triangel, där ingen av de tre förstår den andre. Krazy är kär i Ignatz, som inte förstår det och bara vill kasta tegelstenar i huvudet på Krazy. Polismannen Bupp är kär i Krazy och ser som sin främsta uppgift att hindra Ignatz att kasta tegelstenar på Krazy. Men Krazy vänder upp och ned på hela triangeln genom att se tegelstenskastandet som ett uttryck för kärlek – vilket polisen inte fattar.
Miljön i serien är ett öde landskap, delvis likt en öken. På engelska har det namnet Coconino County, vilket råkar vara samma namn som Herrimans återkommande semestermiljö i norra Arizona. Verklighetens Coconino County har också en blandning av öken och dramatisk landskapskontraster (inklusive Grand Canyon).

## Betydelse och eftermäle
Krazy Kat var aldrig en serie för en bred publik. Däremot lockade den beundrare ur och många kulturkretsar. Författare och kritiker som hyllat serien inkluderar Gilbert Seldes, Umberto Eco, e.e. cummings och Jack Kerouac. Den senare såg Krazy Kat som en direkt föregångare till Beatgenerationen.
Även om Krazy Kat inte var någon stor publikfavorit under sin tid, anses den numera som en av serievärldens mest betydelsefulla skapelser. Personer inom seriemediet som angett Krazy Kat som inspirationskälla är Walt Disney, Charles M. Schulz (Snobben), Bill Watterson (Kalle och Hobbe) och Patrick McDonnell (Morrgan och Klös). I Sverige har Joakim Pirinen påverkats av seriens surrealistiska form.
Bland bildkonstnärer som inspirerats av serien finns Frans Kline och Willem de Kooning. Öyvind Fahlström både använde seriens stil och tillverkade rena pastischer på bilder ur serien.

## Utgivning
Krazy Kat har återtryckts i flera bokserier på engelska. Förlagen Eclipse/Turtle Island och Fantagraphics har antingen samlat ihop dagstidningsversionen eller söndagssidorna. På svenska har serien publicerats i serietidningen SeriePressen Comic Magazine (Formatic Press 1993–94). Dessutom har enstaka albumutgåvor kommit på svenska.

### Bokutgåvor på svenska
- Krazy Kat (1. uppl.). Stockholm: Alvglans. 1996. ISBN 91-7556-111-5
- Krazy Kat: en nåbel woffla. Lund: Bakhåll. 1997. ISBN 91-7742-133-7

### Bokutgåvor på engelska
Henry Holt & Co.
- Krazy Kat (1946) Introduktion av e.e. cummings. Inbunden svart/vit samling av dagsstrippar och söndagssidor, främst från perioden 1930–44.

Grosset & Dunlap/Nostalgia Press/Madison Square Press
- Krazy Kat: A Classic from the Golden Age of Comics (1969, 1975) En helt annorlunda samling av dagsstrippar och söndagssidor, med exempel från seriens hela produktion – inklusive 23 strippar från botten av "Dingbat Family"-seriesidan. Återtrycker e.e. cummings introduktion från Henry Holt-volymen. 8 sidor i fyrfärg; några senare upplagor har dagsstripparna återtrycka i blått. ISBN 0-448-11945-5 (inbunden), ISBN 0-448-11951-X (häftad)

Street Enterprises (Menomonee Falls)
- (George Herriman's) Krazy Kat Vol. 1, No. 1 (mars 1973) 32-sidig tidning tryckt på dagstidningspapper, med återtryck av 60 dagsstrippar från 3 juli–28 oktober 1933. (Pärmens insida hävdar felaktigt att serierna är från 1935.)

Real Free Press
- Krazy Kat Komix, Nos. 1–5 (1974–1976) Joost Swarte, ed. Den 5 nummer långa tidningsutgivningen inkluderar också andra serier av Herriman.

Hyperion Press
- The Family Upstairs: Introducing Krazy Kat: The Complete Strip, 1910–1912 (1977, 1992) Introduktion av Bill Blackbeard. ISBN 0-88355-643-X (inbunden), ISBN 0-88355-642-1 (häftad)

Harry N. Abrams
- Krazy Kat: The Comic Art of George Herriman (1986) Patrick McDonnell, Karen O'Connell, eds. Diverse strippar i sv/v och i färg, främst reproducerade från serieoriginal, inklusive några akvarellmålningar. ISBN 0-8109-8152-1 (inbunden), ISBN 0-8109-9185-3 (häftad)

Morning Star Publication
- Coconino Chronicle (1988) Alec Finlay, ed. 130 strippar från 1927–28.

Eclipse Comics
"Krazy and Ignatz: The Komplete Kat Komics" (serie), Bill Blackbeard, ed. Varje volym återtrycker ett år av söndagssidor.
- Vol 1: Krazy & Ignatz (1988), serier från 1916. ISBN 0-913035-49-1
- Vol 2: The Other Side To the Shore Of Here (1989), serier från 1917. ISBN 0-913035-74-2
- Vol 3: The Limbo of Useless Unconsciousness (1989), serier från 1918. ISBN 0-913035-76-9
- Vol 4: Howling Among the Halls of Night (1989), serier från 1919. ISBN 1-56060-019-5
- Vol 5: Pilgrims on the Road to Nowhere (1990), serier från 1920. ISBN 1-56060-023-3
- Vol 6: Sure As Moons is Cheeses (1990), serier från 1921. ISBN 1-56060-034-9
- Vol 7: A Katnip Kantata in the Key of K (1991), serier från 1922, inklusive 10 färgstrippar publicerade på lördagar. ISBN 1-56060-063-2
- Vol 8: Inna Yott On the Muddy Geranium (1991), serier från 1923. ISBN 1-56060-066-7
- Vol 9: Shed a Soft Mongolian Tear (1992), serier från 1924. ISBN 1-56060-102-7
- Vol 10: Honeysuckil Love Is Doubly Swit, serier från 1925. ISBN 1-56060-203-1 (opublicerad)

Kitchen Sink Press
"The Komplete Kolor Krazy Kat" (serie). Varje enskild volym återtryckte två års produktion av söndagssidor. (Förlaget lades ner innan hela den planerade utgivningen kunde tryckas.)
- Vol 1: 1935–1936 (1990) Rick Marshall, Bill Watterson, bidragsgivare. ISBN 0-924359-06-4
- Vol 2: 1936–1937 (1991) Rick Marshall, ed. ISBN 0-924359-07-2

Stinging Monkey/BookSurge
- Krazy & Ignatz, The Dailies. Vol 1: 1918–1919 (2001, 2003) Gregory Fink, ed., introduktion av Bill Blackbeard. (Stinging Monkey-utgåva i stort format, ISBN 978-0-9688676-0-0. BookSurge-återtryck i mindre 7,9×6 tum stort format, ISBN 1-59109-975-7, ISBN 978-1-59109-975-8)

Pacific Comics
"All the Daily Strips...." (series) 6¼ x 6¼ inch format.
- Krazy Kat vol 1: 1921 (2003)
- Krazy Kat vol 2: 1922 (2004)
- Krazy Kat Vol 3: 1923 (2005)

"Presents Krazy and Ignatz" (serie). Fyra volymer i formatet 3¼x4 tum. De återtrycker dagsstripparna från 1921 i mindre format.
Fantagraphics Books
(Fantagraphics fortsatte utgivningen där Eclipse avbröt sin. Följande volymer återtrycker var och en två årgångar av seriens söndagssidor.  Bill Blackbeard var redaktör, medan Chris Ware formgav volymerna. De fem första volymerna är i svart/vitt, i enlighet med ursprunglig publicering.)
- Krazy & Ignatz in "There Is A Heppy Lend Furfur A-Waay": 1925–1926 (2002) ISBN 1-56097-386-2
- Krazy & Ignatz in "Love Letters In Ancient Brick": 1927–1928 (2002) ISBN 1-56097-507-5
- Krazy & Ignatz in "A Mice, A Brick, A Lovely Night": 1929–1930 (2003) ISBN 1-56097-529-6
- Krazy & Ignatz in "A Kat Alilt with Song": 1931–1932 (2004) ISBN 1-56097-594-6
- Krazy & Ignatz in "Necromancy by the Blue Bean Bush": 1933–1934 (2005) ISBN 1-56097-620-9
  - Krazy & Ignatz: The Complete Sunday Strips: 1925–1934 (Samlar ihop de fem häftade volymerna 1925–1934 i en stor inbunden volym. 1000 tryckta exemplar..) ISBN 1-56097-522-9

(De följande volymerna, fram till 1944, är i färg. Detta motsvarar bytet från svart/vitt till färg för söndagssidorna.)
- Krazy & Ignatz in "A Wild Warmth of Chromatic Gravy": 1935–1936 (2005) ISBN 1-56097-690-X, 2005
- Krazy & Ignatz in "Shifting Sands Dusts its Cheeks in Powdered Beauty": 1937–1938 (2006) ISBN 1-56097-734-5
- Krazy & Ignatz in "A Brick Stuffed with Moom-bins": 1939–1940 (2007) ISBN 1-56097-789-2
- Krazy & Ignatz in "A Ragout of Raspberries": 1941–1942 (2007) ISBN 1-56097-887-2
- Krazy & Ignatz in "He Nods in Quiescent Siesta": 1943–1944 (2008) ISBN 1-56097-932-1
  - Krazy & Ignatz: The Complete Sunday Strips: 1935–1944 (Samlar ihop dem fem häftade volymerna 1935–1944 i en stor inbunden volym. 1000 tryckta exemplar.)
- Krazy & Ignatz: The Kat Who Walked in Beauty (2007) 11"×15" liggande inbunden volym; återtrycker dagsstrippar från 1911–12, 1914, 9 månader av dagsstrippar i stort format från 1920 med en tillagd månad från sent 1921 samt teckningar med pantomimbalett från 1922. ISBN 1-56097-854-6
- Krazy & Ignatz in "Love in a Kestle or Love in a Hut": 1916–1918 (2010) ISBN 1-60699-316-X
- Krazy & Ignatz in "A Kind, Benevolent and Amiable Brick": 1919–1921 (2011) ISBN 1-60699-364-X
- Krazy & Ignatz in "At Last My Drim of Love Has Come True": 1922–1924 (2012) ISBN 1-60699-477-8 (inkluderar även Us Husbands)
  - Krazy & Ignatz: The Complete Sunday Strips: 1916–1924 (2012, samlar ihop de häftade volymerna 1916–24 i en stor inbunden volym. 1000 tryckta exemplar.) ISBN 160699428X (inbunden)

Sunday Press Books
- Krazy Kat: A Celebration of Sundays (2010) Patrick McDonnell, Peter Maresca, eds. Diverse söndagssidor återtrycka i ursprunglig storlek och färgläggning. ISBN 0-9768885-8-0

IDW Publishing
- George Herriman's Krazy + Ignatz in Tiger Tea (januari 2010) Craig Yoe, ed. Samlar "Tiger Tea"-historien från dagsstripparna publicerade maj 1936–mars 1937. ISBN 978-1-60010-645-3